# Target Australia
Target Australia (trước đây là Lindsay's và thường được gọi là Target) là một chuỗi cửa hàng bách hóa thuộc sở hữu của tập đoàn bán lẻ Wesfarmers của Úc. Trụ sở chính của công ty nằm ở ngoại ô Williams Landing của Melbourne và được khai trương vào năm 2018. Mặc dù có logo, tên và loại cửa hàng tương tự giống hệt nhau, Target Australia không có mối quan hệ trực tiếp hoặc liên kết nào với nhà bán lẻ của Mỹ Target Corporation.